# Сельма, Дик
Ричард Джей Сельма (англ. Richard Jay Selma, 4 ноября 1943 — 29 августа 2001) — профессиональный американский бейсболист, питчер. Выступал в MLB на протяжении десяти лет с 1965 по 1974 год.

## Биография
На студенческом уровне играл за команду колледжа Фресно. 28 марта 1963 года подписал контракт с «Нью-Йорк Метс», за который дебютировал спустя два года.
Во второй игре в MLB сделал шотаут в 10-иннинговой игре против «Милуоки Брюэрс», оформив 13 страйкаутов и установив рекорд клуба на тот момент. Всего в сезоне 1965 года провёл четыре игры, одержав две победы при одном поражении. На протяжении следующих двух сезонов выступал в амплуа релиф-питчера. В 1968 году стал стартовым питчером команды, проведя 23 игры (9 побед — 10 поражений, ERA 2.76). 14 октября 1968 года на драфте расширения был выбран «Сан-Диего Падрес».
8 апреля 1969 года в стартовой игре сезона дебютировал за «Падрес», сыграв полную игру против «Хьюстон Астрос», сделав 12 страйкаутов и одержав победу, которая стала первой в истории франшизы. Сыграв за «Падрес» всего четыре игры, 25 апреля 1969 года был обменян в «Чикаго Кабс» на Джо Никро, Гари Росса и Фрэнки Либрана. Показатели по итогам сезона в «Кабс»: 10 побед, 8 поражений, ERA 3.63. 17 ноября 1969 года обменян в «Филадельфию».
В 1970 году играл за «Филлис» в роли клоузера, сделав 22 сейва в 73 играх. В 1972 году провёл десять игр в качестве стартового питчера, однако большую часть карьеры в «Филадельфии» играл как реливер. 8 мая 1973 года покинул «Филлис» после завершения контракта.
21 мая 1973 года подписал контракт с «Сент-Луис Кардиналс», но не провёл за них ни одного матча. В конце сезона 1973 года перешёл в «Калифорнию Энджелс».
В 1974 году провёл за «Ангелов» 18 игр, после чего перешёл в «Милуоки Брюэрс». Сыграл за «Брюэрс» в двух матчах, после чего вернулся в «Энджелс». Сыграл за калифорнийцев ещё два матча, ставших последними в его карьере.
После завершения карьеры вернулся во Фресно. Затем работал тренером питчеров в команде старшей школы в Кловисе. 
Умер 29 августа 2001 года от рака печени.